# Dendrobium microbulbon
Dendrobium microbulbon är en orkidéart som beskrevs av Achille Richard. Dendrobium microbulbon ingår i släktet Dendrobium, och familjen orkidéer. Inga underarter finns listade i Catalogue of Life.